# Hauptsache Sexy
Hauptsache Sexy (Originaltitel: Pensati sexy) ist ein italienischer Spielfilm aus dem Jahr 2024 von Michela Andreozzi mit Diana Del Bufalo und Valentina Nappi. Die romantische Komödie wurde am 12. Februar 2024 auf Prime Video veröffentlicht.

## Handlung
Die 30-jährige Maddalena ist als Ghostwriterin tätig und hat das Problem, dass sich beim Dating die Männer, mit denen sie ausgeht, hinterher nicht mehr bei ihr melden. Das nagt an ihrem Selbstwertgefühl. 
Sie stellt sich die Frage, ob sie sexy und hübsch genug sei und beginnt in der Welt der Pornos zu recherchieren. Dort möchte sie lernen, wie sie verführerischer werden kann. Tipps erhält sie von Pornodarstellerin Valentina Nappi.

## Besetzung und Synchronisation
Die deutschsprachige Synchronisation übernahm die Berliner Splendid Synchron. Dialogregie führte Solveig Duda, das Dialogbuch schrieb Wanja Gerick.
| Rolle           | Darsteller         | Synchronsprecher       |
| --------------- | ------------------ | ---------------------- |
| Donato          | Raoul Bova         | Vlad Chiriac           |
| Erika           | Camilla Filippi    | Andrea Cleven          |
| Grazia          | Angela Finocchiaro | Susanne Szell          |
| Lara            | Jenny De Nucci     | Magdalena Höfner       |
| Leonardo        | Alessandro Tiberi  | Dennis Herrmann        |
| Maddalena       | Diana Del Bufalo   | Katharina Schwarzmaier |
| Maria           | Ludovica Di Donato | Diana Ebert            |
| Stefano         | Fabrizio Colica    | Marc Bluhm             |
| Tommaso         | Niccolò Senni      | Rainer Fritzsche       |
| Valentina Nappi | Valentina Nappi    | Rubina Nath            |

## Produktion und Hintergrund
Der Film wurde von Paco Cinematografica und Fabula Pictures produziert, als Produzent fungierten Fabio Castaldi, Marco De Angelis und Nicola De Angelis.
Die Kamera führte Maurizio Calvesi, die Musik schrieb Michele Braga. Das Production-Design gestaltete Marcello di Carlo.

## Rezeption
Filmdienst.de schrieb, dass der Film viele Ideen von Bridget Jones borge, variiere sie aber durch surreale Einsprengsel, neue Themen wie Social-Media-Einfluss, eigenständigen Dialogwitz und italienisches Kolorit originell genug, um gut zu unterhalten.